# Under the Table and Dreaming
Under the Table and Dreaming – debiutancki album zespołu Dave Matthews Band wydany dla dużej wytwórni płytowej RCA – 27 września 1994 roku (zob. 1994 w muzyce). Album został dedykowany pamięci Anny – siostry Dave’a Matthewsa – zamordowanej przez własnego męża w 1994 roku.
Jedna z najbardziej popularnych koncertowych piosenek Dave Matthews Band – Granny – została nagrana podczas sesji nagraniowej i miała być pierwszym singlem z albumu Under the Table and Dreaming. Ostatecznie piosenka ta nie znalazła się na płycie. Utwór ten do chwili obecnej jest jednym ze standardów koncertowych zespołu.

## Lista utworów
1. "The Best of What’s Around" – 4:16
2. "What Would You Say" – 3:42
3. "Satellite" – 4:51
4. "Rhyme & Reason" – 5:15
5. "Typical Situation" – 5:59
6. "Dancing Nancies" – 6:07
7. "Ants Marching" – 4:31
8. "Lover Lay Down" – 5:37
9. "Jimi Thing" – 5:57
10. "Warehouse" – 7:06
11. "Pay for What You Get" – 4:34
12. "#34" – 4:57

## Twórcy
- Dave Matthews – gitara akustyczna, śpiew
- Carter Beauford – instrumenty perkusyjne, chórki
- Stefan Lessard – gitara basowa
- LeRoi Moore – saksofony, flet, inne instrumenty dęte
- Boyd Tinsley – skrzypce

## gościnnie
- Tim Reynolds – gitara akustyczna
- John Popper – harmonijka ustna w "What Would You Say"
- John Alagia – śpiew w "Dancing Nancies" i "What Would You Say"
- Michael McDonald – śpiew w "Dancing Nancies" i "What Would You Say"
- Andrew Page – śpiew w "Dancing Nancies" i "What Would You Say"
- Jeff Thomas – śpiew w  "Dancing Nancies" i "What Would You Say"
- Steve Forman – instrumenty perkusyjne w  "Typical Situation"